# Абібату Могаджі
Абібату Могаджі(16 жовтня 1916 — 15 червня 2013) — нігерійська бізнес-магнатиця з Лагосу. Вона була матір'ю обраного президента Нігерії Бола Тінубу.

## Раннє життя
Абібату Могаджі народилася 16 жовтня 1916 року в Лагосі, протекторат Нігерія.

## Сім'я
Вождиця Могаджі була матір'ю національного лідера Всепрогресивного конгресу та колишнього губернатора штату Лагос, вождя Бола Тінубу. Дочка вождя Тінубу, Фолашаде, змінила свою бабусю на посаді Ìyál'ọ́jà Нігерії.

## Кар'єра
До свого призначення на посаду Iyaloja Асоціації нігерійських жінок і чоловіків на ринку, шеф Могаджі була лідером асоціації жінок на ринку в штаті Лагос. На цій посаді вона була наступницею могутньої Алімоту Пелевура.
На знак визнання її внеску в торгівлю в Нігерії Федеральний уряд Нігерії нагородив вождицю Могаджі Національними нагородами. Вона також отримала кілька почесних докторських ступенів у визнаних нігерійських університетах, таких як Університет Ахмаду Белло та Університет Лагосу.

## Смерть
Вождь Могаджі померла в суботу, 15 червня 2013 року, у віці 96 років у своєму будинку в Ікеджа, столиці штату Лагос. Пізніше її поховали в штаті Лагос.

## Нагороди
- Орден Федеративної Республіки
- Орден Нігеру